# Arthur Malet
Vivian Arthur Rivers Malet (* 24. September 1927 in Lee-on-the-Solent; † 18. Mai 2013 in Santa Monica, Kalifornien) war ein englischer Schauspieler.

## Leben
Malet wurde 1927 in Lee-on-the-Solent als Sohn von Henry Guy Rivers Malet und Olga Muriel Balfour geboren. In den 1950er Jahren wanderte er in die Vereinigten Staaten aus, änderte seinen Vornamen in Arthur, begann auf der Bühne zu spielen und gewann 1957 zwei Drama Desk Awards. In Filmen der 1960er Jahre wurde er bekannt und spielte oft Charaktere, die viel älter als sein wirkliches Alter waren.
Zu seinen bekanntesten Rollen zählen der Bankier Mr. Dawes Jr. in Mary Poppins (1964) und die Stimme von King Eidilleg in  der Originalfassung von Taran und der Zauberkessel (1985). 1974 verkörperte Malet den Dorfältesten in Mel Brooks’ Komödienklassiker Frankenstein Junior und 1978 den Friedhofswärter in John Carpenters Halloween. Sein Schaffen für Film und Fernsehen umfasst mehr als 130 Produktionen.
Am 18. Mai 2013 verstarb Arthur Malet im Alter von 85 Jahren in Santa Monica.

## Filmografie (Auswahl)
- 1961, 1962: Kein Fall für FBI (The Detectives, Fernsehserie, 2 Folgen)
- 1964: Mary Poppins
- 1966: Robin Crusoe, der Amazonenhäuptling (Lt. Robin Crusoe, U.S.N.)
- 1967: In der Hitze der Nacht (In the Heat of the Night)
- 1968: Die unverbesserlichen Drei (The Helictopter Spies)
- 1972: Columbo: Alter schützt vor Torheit nicht (Dagger of the Mind, Fernsehreihe)
- 1974: Frankenstein Junior
- 1978: Der Himmel soll warten (Heaven Can Wait)
- 1978: Halloween – Die Nacht des Grauens (Halloween)
- 1979: S.O.S. Titanic (Fernsehfilm)
- 1979: Hart aber herzlich (Hart to Hart, Folge: Hochzeit in Monte Carlo)
- 1979: Drei Engel für Charlie (Charlie’s Angels, Fernsehserie, Folge Die Disco-Engel)
- 1979: Die Weiche steht auf Tod (Disaster on the Coastliner) (Fernsehfilm)
- 1985: Taran und der Zauberkessel (The Black Cauldron, Stimme)
- 1991: Hook
- 1991: Beastmaster II – Der Zeitspringer (Beastmaster 2: Through the Portal of Time)
- 1992: Toys